# 伯纳德·贝林
伯纳德·贝林（英語：Bernard Bailyn，1922年9月10日—2020年8月7日）是一位美国历史学家，哈佛大学教授，专攻美国早期殖民史和建国史，曾两次获得普利策历史奖。